# Abreham Cherkos
Abreham Cherkos Feleke (23 settembre 1989) è un mezzofondista e maratoneta etiope.

## Palmarès
| Anno | Manifestazione    | Sede      | Evento       | Risultato | Prestazione | Note                  |
| ---- | ----------------- | --------- | ------------ | --------- | ----------- | --------------------- |
| 2005 | Mondiali allievi  | Marrakech | 3000 m piani | Oro       | 8'00"90     |                       |
| 2006 | Mondiali juniores | Pechino   | 5000 m piani | Argento   | 13'35"95    |                       |
| 2007 | Mondiali          | Osaka     | 5000 m piani | 8º        | 13'51"01    |                       |
| 2008 | Mondiali indoor   | Valencia  | 3000 m piani | Bronzo    | 7'49"96     |                       |
| 2008 | Mondiali juniores | Bydgoszcz | 5000 m piani | Oro       | 13'05"57    | Record dei campionati |
| 2008 | Giochi olimpici   | Pechino   | 5000 m piani | 5º        | 13'16"46    |                       |

## Altre competizioni internazionali
2006
- Bronzo alla World Athletics Final ( Stoccarda), 5000 m piani - 13'49"66
- Argento all'Athletissima ( Losanna), 3000 m piani - 7'32"37
- Oro alla Carlsbad 5000 ( Carlsbad), 5 km - 13'15"
- 9º alla Cinque Mulini ( San Vittore Olona) - 31'30"

2008
- Bronzo al Campaccio ( San Giorgio su Legnano) - 29'48"

2009
- 4º al Memorial Peppe Greco ( Scicli) - 29'04"
- Argento alla Carlsbad 5000 ( Carlsbad) - 13'19"

2010
- 4º alla Maratona di Amsterdam ( Amsterdam) - 2h07'29"
- Argento al Giro podistico internazionale di Castelbuono ( Castelbuono) - 34'31"
- 9º alla Peachtree Road Race ( Atlanta) - 28'14"
- Oro al Campaccio ( San Giorgio su Legnano) - 28'52"

2011
- 5º alla Maratona di Boston ( Boston) - 2h06'13"
- 4º alla Roma-Ostia ( Roma) - 1h01'42"

2012
- 13º alla Maratona di Londra ( Londra) - 2h12'46"

2014
- 5º alla Maratona di Seul ( Seul) - 2h07'08"
- Argento alla Shanghai International Marathon ( Shanghai) - 2h08'47"

2015
- 5º alla Maratona di Seul ( Seul) - 2h08'14"